# Jolanda Vilaragutská
Jolanda Vilaragutská (1320 nebo 1325 – před rokem 1372) byla dcera Berengeura de Vilaragut a jeho druhé manželky Saury, která byla nemanželskou dcerou Jakuba II. Mallorského. Jolanda byla titulární mallorskou královnou sňatkem se svým bratrancem Jakubem III. Mallorským.

## Život
Svatební smlouva Jolandy a Jakuba byla podepsána 10. listopadu 1347. Toto bylo Jakubovo druhé manželství po smrti jeho první manželky Konstancie Aragonské. Jolanda tak měla dvě nevlastní děti, Jakuba a Isabelu. Její bratr byl jmenován rádcem a velkokomorníkem jejího manžela. Porodila dceru jménem Esclarmonda, která zemřela mladá.
Jakub ztratil království v roce 1343, tedy už před svatbou, a byl zabit v bitvě u Llucmajoru dne 25. října 1349 Petrem IV. Aragonským. Od svatby páru uběhly teprve dva roky.
Jolanda a její nevlastní děti byly po bitvě, ve které byl zabit její manžel, zajaty králem Petrem a uvězněny v klášteře klarisek ve Valencii. Jolanda byla propuštěna kolem roku 1358/59 a Isabela byla brzy propuštěna také, pod podmínkou, že se zřekne svých práv na Mallorku.
Jolanda později opustila Španělsko a odcestovala do Francie, kde ji v roce 1352 Jan II. Francouzský udělil titul Vicomtesse d'Omélas. Přibližně ve stejnou dobu se provdala za vévodu Otu Brunšvicko-Grubenhagenského a pomohla zařídit sňatek své nevlastní dcery Isabely s markýzem Janem II. z Montferratu.
Zemřela bez potomků někdy před rokem 1372. Její manžel se pak oženil s Johanou I. Neapolskou, vdovou po jejím nevlastním synovi Jakubovi.